# Bursite olecraniana
Bursite olecraniana é a inflamação da bursa olecraniana (cotovelo) devido ao local ser de fácil traumatismo.

## Etiologia
Secundária a: trauma, inflamação ou infecção.
- Aguda: trauma direto
- Crônica: apoio excessivo do cotovelo, movimentos repetitivos, artrite, gota.

## Tratamento
- Aguda: aspiração de líquido com anestesia local e agulha de grosso calibre, injeta-se corticóide e se dá anti-inflamatório não esteroide.
- Crônica: bursectomia.